# Zavalla (Texas)
Zavalla város az USA Texas államában, Angelina megyében. Lakosainak száma 603 fő (2020. április 1.).

## Népesség
A település népességének változása:

| 2010 | 713 |
| 2020 | 603 |